# 錫西安

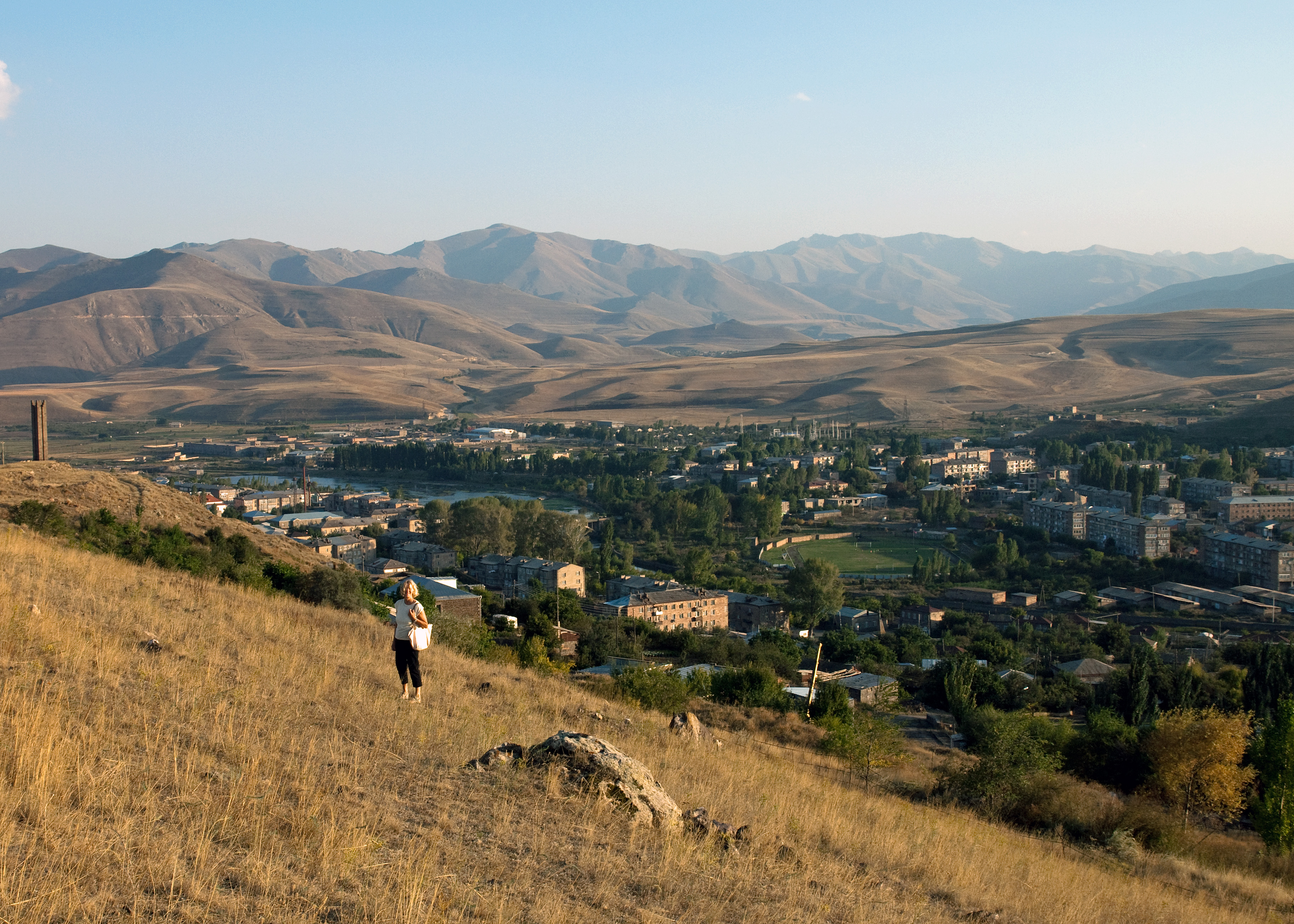

錫西安是亞美尼亞南部休尼克州的城市，距離首都葉里溫217公里，面積36.7平方公里，最高點海拔高度1,600米，每年平均降雨量365毫米，2010年人口16,735。